# Skarszewy
Skarszewy est une petite ville de Pologne, située à 40 kilomètres au sud de Gdańsk, dans le powiat de Starogard Gdański, en Poméranie. Dix-neuf villages appartiennent à la gmina (commune rurale) de Skarszewy, qui compte en tout 13 934 habitants : Bączek, Bolesławowo, Bożpole Królewskie, Czarnocin, Demlin, Godziszewo, Jaroszewy, Junkrowy, Kamierowo, Kamierowskie Piece, Koźmin, Malary, Mirowo Duże, Nowy Wiec, Obozin et Pogódki.

## Histoire
La ville a été offerte en 1198 par Grzymisław de Świecie aux Hospitaliers de l’ordre de Saint-Jean de Jérusalem. Ceux-ci la cèdent en 1370 aux chevaliers Teutoniques. Skarszewy est ensuite intégrée à la demande de ses habitants à la Pologne en 1454.
De 1613 à 1772, elle est capitale de la voïvodie polonaise de Poméranie. Elle passe ensuite à la Prusse à la suite du premier partage de la Pologne. Les Prussiens la rebaptisent Schöneck. 
En 1920, l'armée bleue entre dans Skarszewy : la ville est réincorporée à la Pologne. Skarszewy souffrira fortement de l'occupation allemande durant la Seconde guerre mondiale.

## Illustrations

Monuments de Skarszewy
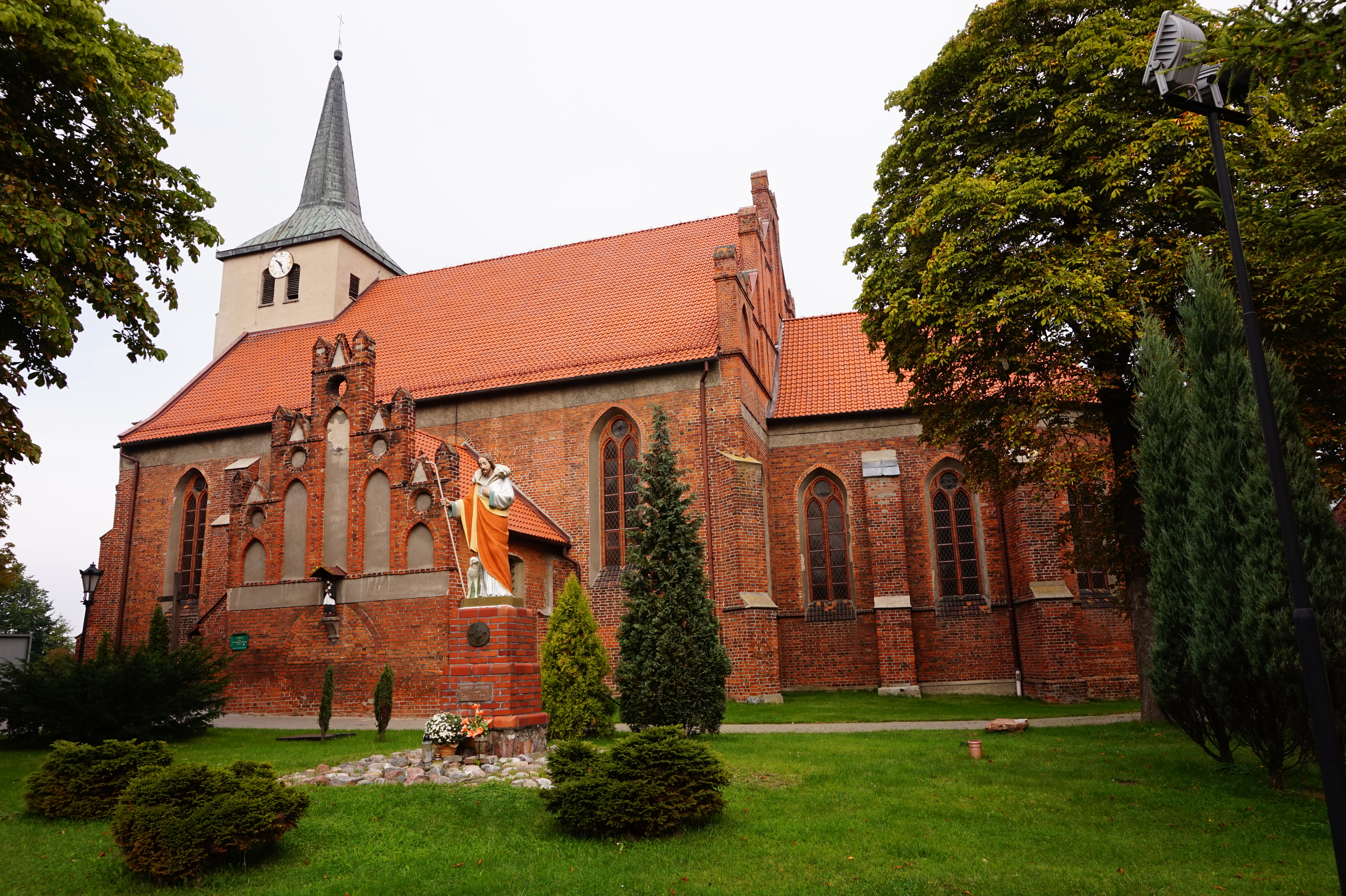
Église de l'Archange Saint-Michel.
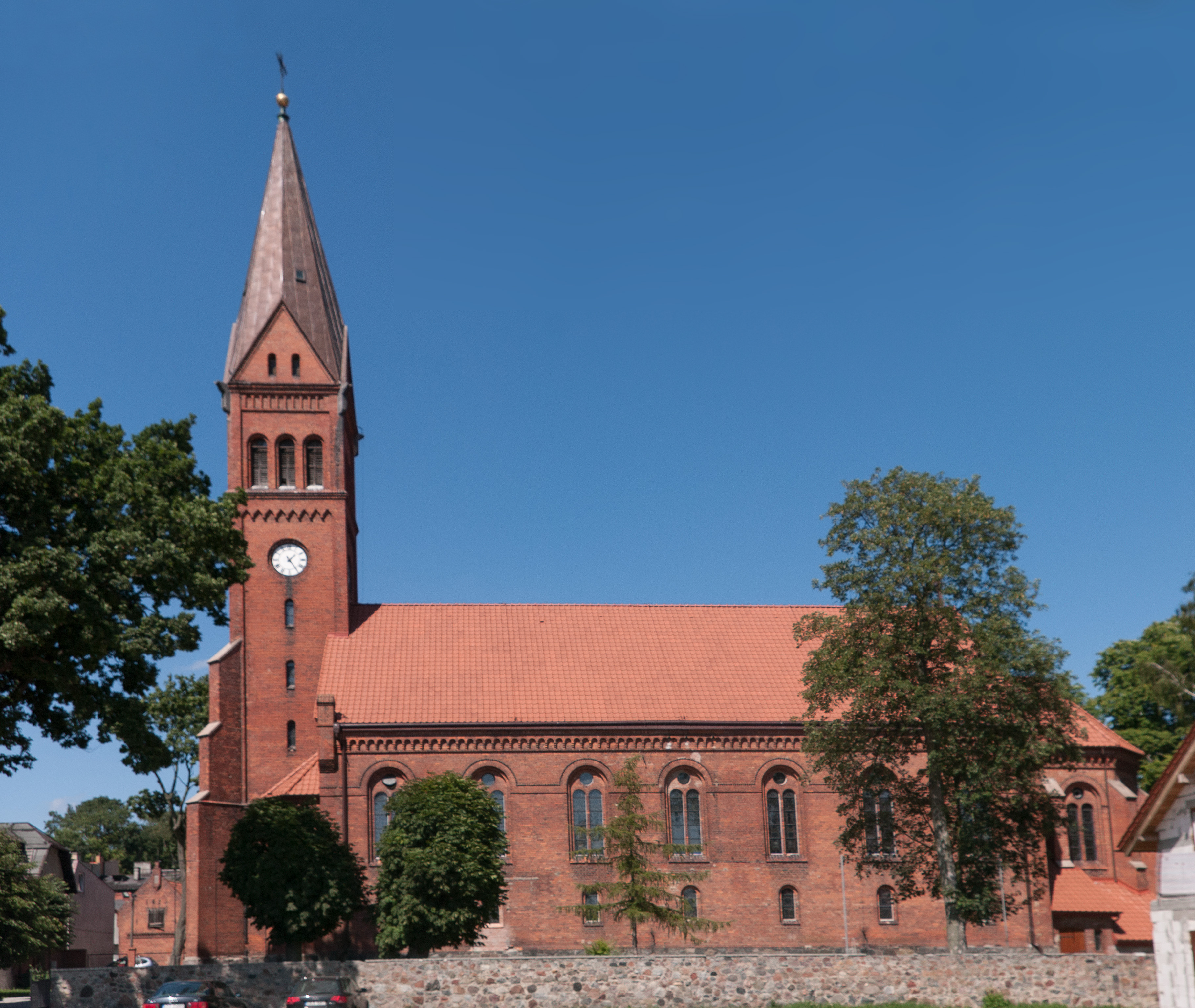
Église Maximilien Kolbe.
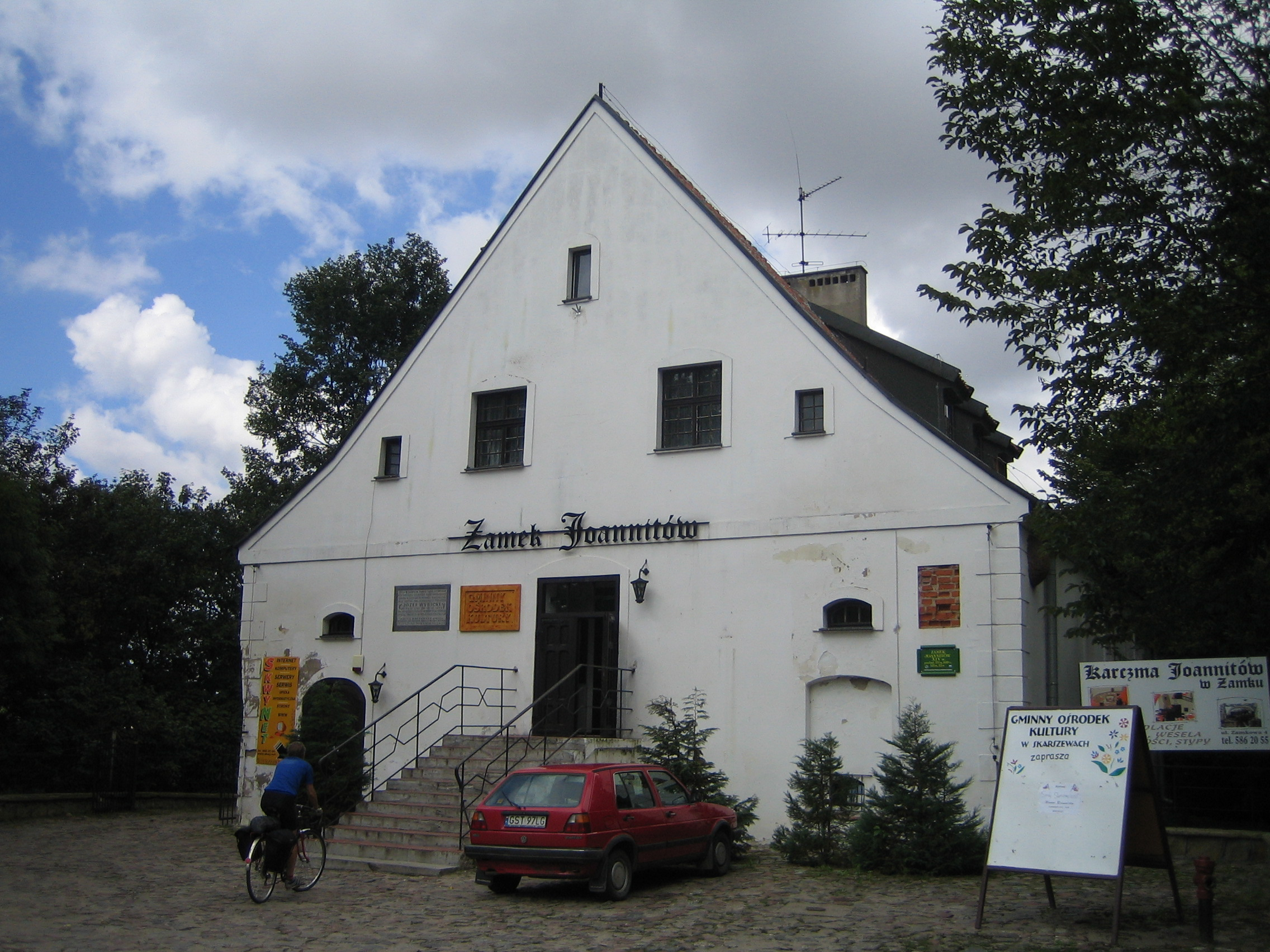
Survivances du château des Hospitaliers.
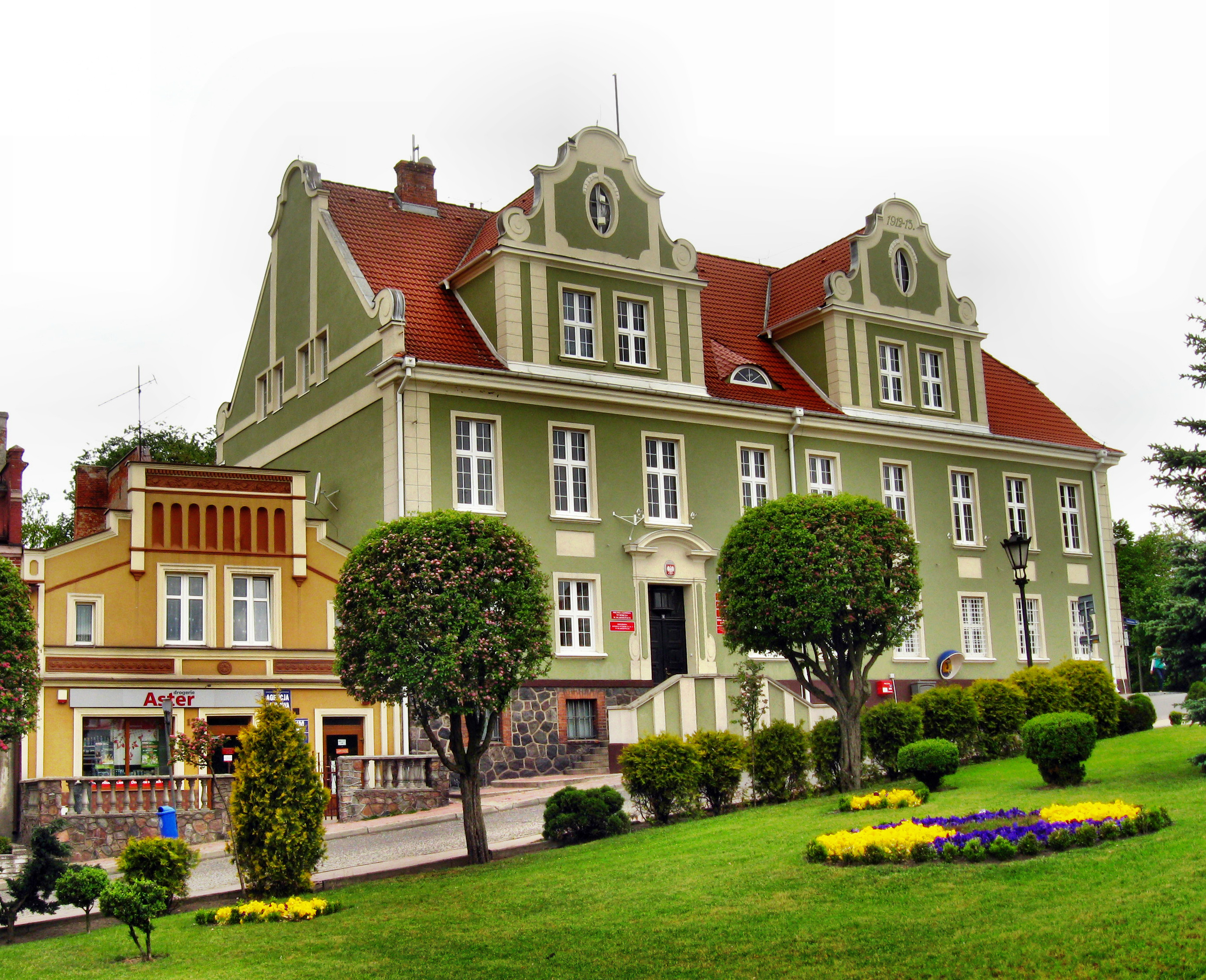
La mairie de Skarszewy.